# Essert (Yonne)
Pour les articles homonymes, voir Essert.
Essert est une  ancienne commune française située dans le département de l'Yonne et la région Bourgogne-Franche-Comté. Elle est associée à la commune de Lucy-sur-Cure depuis 1973.

## Géographie
Le village est traversé par la route D113.

## Histoire
On peut lire dans L'Etat du Duché de Bourgogne (1757) la mention suivante : "à l'est-sud-est de Vermanton, à la distance d'une lieue, est la Grange du Cerf, par corruption Essert, qui forme un village dépendant de Reigny et desservi par un religieux."

Le 1er janvier 1973, la commune d'Essert est rattachée à celle de Lucy-sur-Cure sous le régime de la fusion-association.

## Politique et administration
| Période                                  | Période | Identité                  | Étiquette | Qualité |
| ---------------------------------------- | ------- | ------------------------- | --------- | ------- |
| 2019                                     | 2020    | Anne-Marie Urbain Lambert |           |         |
| 2020                                     |         | Frédéric Moiselet-Parquet |           |         |
| Les données manquantes sont à compléter. |         |                           |           |         |

## Démographie
| 1793 | 1800 | 1806 | 1821 | 1831 | 1836 | 1841 | 1846 | 1851 |
| ---- | ---- | ---- | ---- | ---- | ---- | ---- | ---- | ---- |
| 203  | 221  | 200  | 213  | 218  | 206  | 207  | 205  | 198  |

| 1856 | 1861 | 1866 | 1872 | 1876 | 1881 | 1886 | 1891 | 1896 |
| ---- | ---- | ---- | ---- | ---- | ---- | ---- | ---- | ---- |
| 184  | 176  | 158  | 156  | 154  | 148  | 139  | 141  | 138  |

| 1901 | 1906 | 1911 | 1921 | 1926 | 1931 | 1936 | 1946 | 1954 |
| ---- | ---- | ---- | ---- | ---- | ---- | ---- | ---- | ---- |
| 111  | 115  | 97   | 98   | 90   | 84   | 95   | 64   | 68   |

| 1962 | 1968 | - | - | - | - | - | - | - |
| ---- | ---- | - | - | - | - | - | - | - |
| 42   | 64   | - | - | - | - | - | - | - |

## Lieux et monuments
- Église Saint-Barthélémy, bâtie en 1843 sur les vestiges d'une ancienne chapelle
- Cimetière